# 오하시 트리오
오오하시 트리오(大橋トリオ, 1978년 7월 12일 ~ )는 일본 지바현 출신의 가수이자 음악가로, 본명은 오오하시 요시노리(大橋好規, おおはしよしのり)이다. 센조쿠가쿠엔음악대학의 재즈 코스 피아노 학과를 졸업했다.

## 개요
2003년, 본명 오오하시 요시노리로 음악가 활동을 시작하여 작곡가, 음악 프로듀서, 나레이터 등으로 활동의 폭을 넓혔다. 2007년부터 오오하시 트리오라는 이름으로 가수 활동을 시작해, 2009년에 에이벡스에서 메이저 데뷔를 했다.
오오하시 트리오는 이름처럼 트리오로 편성이 되어 있는 팀이 아니라 오오하시 자신의 솔로유닛명으로, 가수로서 아티스트 활동을 할 때 사용한다.
이름은 재즈 그룹 이름처럼 보이는 '○○트리오'라는 느낌이 마음에 들었던 것과, 한 사람이 트리오라면 더욱 기억에 남을 것 같다는 생각에서 유래했다. '왠지 재미있을 것 같아서'라는 말을 하기도 했다.

## 경력
음악을 시작하는 데에는 아버지가 음악 관련으로 일을 하고 있어 어렸을 때부터 다양한 악기를 접한 것이 영향을 미쳤다. 3살 때 피아노를 치기 시작한 것을 계기로 로즈피아노, 클래식 기타 등도 다루게 되었고, 13살 때는 드럼을 시작했다. 16살 때는 록에 푹 빠져 전자 베이스, 전자 기타, 어쿠스틱 기타를 밴드에서 연주하기 시작했다. 그 시절에는 헤비메탈이나 하드록을 즐겨 듣게 되어, 그린 데이의 음악이나 당시 유행가를 주로 듣고 있었지만, 아버지가 갖고 있던 재즈 레코드를 하나씩 찾아 듣는 동안 재즈에 심취하게 되었다. 그 당시 오스카 피터슨의 앨범 《We Get Request》와 아버지 일과 관련해 우연히 알게 된 요시카와 츄에이(吉川忠英)에게 많은 영향을 받았다.

## 음악성
작곡이나 편곡 외에도 거의 모든 연출은 오오하시 자신이 하고 있지만 작사만은 작사가에게 맡긴다. 일본어 가사는 micca, 영어 가사는 Joshua Katris가 각자 담당하고 있다. 이미지가 확고할 경우에는 작사가에게 그 생각을 전하지만 어지간한 일이 없는 한은 완전히 분담 작업의 제작 공정을 취하고 있다. 노래에 관해서는 마이클 프랭스를 닮았다고 평가되기도 한다.
음악성은 폭넓게 재즈, 팝, 소울, 포크, 록, AOR 등 여러 다양한 장르의 융합을 꾀하고 있다. 앨범 《THIS IS MUSIC》에서는 일렉트로니카와 힙합 요소도 채용했다.

### 유명인사들과의 관계
배우 무라카미 쥰과 깊은 관계를 맺고 있다. 같은 사무소 소속으로 같은 영화를 작업한 것이 계기가 되어 친분을 쌓았으며, 오오하시에게 노래를 권한 것도 무라카미이다. 무라카미는 종종 작품제작에 관여하기도 하는데, 지금까지 앨범 《PRETAPORTER》, 《THIS IS MUSIC》의 자켓 아트워크 디자인과 앨범 《PRETAPORTER》의 구입 응모 특전 티셔츠 디자인을 담당했고 타워 레코드 《NO MUSIC, NO LIFE》의 콜라보레이션 티셔츠 로고 일러스트를 제공했으며, 앨범 《THIS IS MUSIC》의 타이틀은 무라카미가 고안한 것을 붙인 것이다. 라이브에 참가하기도 하는데, 메이저 데뷔 후에 있었던 투어 〈A BIRD TOUR 2009〉에서는 MURA-JUN이라는 이름으로 DJ를 맡았고, 2009년 5월 2일 TV 아사히에서 방송된 스튜디오 라이브〈VERSUS -iTunes Japan Sound of 2009-〉에서는 기타 연주자로 참가했다. 오오하시의 작품이나 곡도 높게 평가하고 있어 '좋아하는 사람에게 선물하고 싶은 오오하시 트리오의 CD'라고 코멘트한 적이 있으며, 무라카미 본인이 DJ로서 활동을 시작했을 즈음 오오하시의 곡을 헤비 플레이한 것이 의상 관계자나 영상 관계자 사이에서 화제를 불러 일으킨 적이 있다.
영상작가이자 영화감독인 카키모토 켄사쿠(柿本ケンサク)의 작품에 음악 제작으로 참여한 것이 인연이 되어, PV 감독이나 비주얼 워크는 전부 인디즈 시절부터 카키모토가 맡고 있다. 덧붙여 《DEAREST MAN》, 《Happy Trail》, 《贈る言葉》각 PV에는 무라사키도 출연했다.
그 외에 배우 에이타는 '오오하시 씨의 음악에 구원받아왔다'는 말을 한 적이 있고, 영화감독 히로키 류이치는 곡을 들은 감상으로 '나만의 행복한 영화를 보았던 때의 기분과 닮은 음악이다'라는 평가를 했다.

## 디스코그라피

### 오오하시 트리오 명의

#### 앨범
| 장              | 발매일           | 타이틀        |
| --------------- | ---------------- | ------------- |
| 인디즈 1st      | 2007년 12월 5일  | PRETAPORTER   |
| 인디즈 2nd      | 2008년 11월 5일  | THIS IS MUSIC |
| 메이저 1st 미니 | 2009년 5월 13일  | A BIRD        |
| 메이저 1st 정규 | 2009년 11월 11일 | I Got Rhythm? |
| 커버 1st        | 2010년 3월 10일  | FAKE BOOK     |
| 메이저 2nd 정규 | 2010년 11월 17일 | NEWOLD        |
| 커버 2nd        | 2011년 3월 16일  | FAKE BOOK II  |

#### 전달한정 싱글
전부 아이튠즈 스토어 한정으로 전달되었다.
1. 벌거벗은 임금님（2009년 3월 4일）
  - TV 아사히 《비토 타케시의 TV 태클》 엔딩 테마
2. Shine（2009년 4월 22일）
3. A BIRD（2009년 4월 29일）
  - TBS 《COUNT DOWN TV》 2009년 5월 오프닝 테마
4. 나와 달의 왈츠（2009년 9월 23일）
  - 후지 TV 단편 드라마 《코이시구레》 〈풍이는 없다〉 주제가
5. 贈る言葉（2010년 2월 24일）
6. HONEY（2010년 11월 3일）

#### 참가작품
- 지브리 meets Bossa Nova（2009년 5월 13일）
  - 《바람 계곡의 나우시카》 커버 수록
- NO MUSIC, NO LIFE. SONGS（2010년 1월 27일）
  - 〈한밤중의 회전목마〜NO MUSIC, NO LIFE〜〉（오오하시 트리오×테시마 아오이）수록
- 디즈니 록스!!（2010년 3월 3일）
  - 《Winnie the Pooh》 커버 수록

### 오오하시 요시노리 명의

#### 앨범
1. borderless（2008년 11월 5일）

#### 사운드 트랙
1. colors original soundtrack（2006년 7월 7일）
  - 《colors (featuring ohashiTrio)》：영화 《colors》 주제가
2. BAUMKUCHEN Original Soundtrack（2007년 9월 29일）
  - 《BAUMKUCHEN featuring ohashiTrio」》：영화 《BAUMKUCHEN》 삽입곡
3. 여생 1개월의 신부 Original Soundtrack（2009년 4월 29일）

#### 프로듀스한 작품
- Tammy 《기타와 러브레터》（2005년 6월 22일）
  - 편곡, 음악 프로듀스, 연주
- Nagi 〈Juradira〉（2005년 11월 16일）
  - 작곡, 편곡, 음악 프로듀스, 연주
- 야마모토 히로시와 The Parrots 《앨범 넘버 원》（2006년 7월 7일）
  - 음악 프로듀스
- 키무라 류조 〈사랑스러운 사람이여〉（2006년 10월 25일）
  - 편곡, 음악 프로듀스, 연주
- 나카자와 유코 〈제니는 저기압〉（2006년 12월 16일）
  - 편곡, 음악 프로듀스, 연주
- 키무라 류조 〈언덕을 넘어〉（2007년 3월 7일）
  - 편곡, 음악 프로듀스, 연주
- 코이즈미 쿄코 《Nice Middle》（2008년 11월 26일）
  - 〈사랑하는 남자〉, 〈당신과 도피행〉 작곡, 편곡, 음악 프로듀스, 연주
- 노부치카 에리 《hands》（2009년 6월 3일）
  - 〈DEEP BLUE〉 작사, 작곡, 편곡, 음악 프로듀스, 연주
- 카코이미쿠 《DIGIDIGI LALA》（2009년 7월 8일）
  - 음악 프로듀스
- 모치다 카오리 〈静かな夜/weather〉（2009년 7월 29일）
  - 〈静かな夜〉 편곡, 음악 프로듀스, 연주

#### 참가작품
- bonobos 〈Standing There 〜지금, 거기로 갈게〜〉（2006년 11월 1일）
  - 코러스 참가
- 호테이 토모야스 〈ALL TIME SUPER GUEST〉 （2011년 8월 17일）
  - 라스트 씬

## 음악 담당

### 영화
- 마른 꽃（2004년）
- 패밀리 레스토랑（2004년）
- 맞잡은 손（2004년）
- 애플파이의 오후（2005년）
- BUNNYBOY（2005년）
- 트와일라이트 파일 「환상」（2005년）
- 슬리핑 플라워（2005년）
- colors（2005년）
- TOKYO BANDITS!!!!（2006년）
- 바리가（2006년）
- BAUMKUCHEN（2007년）
- 별가루 야곡（2007년）
- 병든 잎 흘려보내고（2007년）
- 추리닝의 두 사람（2008년）
- 여생 1개월의 신부（2009년）
- 번개나무（2010년）

### DVD
- BLESS（2004년）

### TV 방송
- TOKYO NIGHT STYLE（2006년, GyaO）
- HITS ON THE LAN（2006년, GyaO）
- colors2007（2007년, MUSIC ON! TV）
- 후지와라 노리카 로마의 바람〜옛 도읍이 전하는 미래〜（2007년, WOWOW）
- 카리유시 선생 힘내!（2009년, TBS）

### CM・CF
- 반탕（2004년）
- 토시바 보더폰 《803T》（2005년）
- cocoti시부야（2006년）
- 토시바 《gigabeat》 〈gigabeat×FUJI ROCK FESTIVAL 2006〉 편（2006년）
- 스즈키 《BURGMAN》（2007년）
- 카오 《스타일 핏》（2008년）
- 카오 《브로네 거품 칼라》（2008년 ~ 2009년）
- 세키스이 하우스 《에버 루프》（2009년）
- 기린 디아지오 《스미노프 아이스》（2011년）

## 출연

### 영화
- 클럽 진주군（2003년, 뮤지션 역）

### CM・CF 나레이션
- 오츠카 식품 《긴자 로쿠산 정》（2007년）
- 공공 광고 기구（현 : AC재팬）「섞지 마, 자원」 편（2007년）
- Metis 싱글 〈화조풍월〉（2007년）
- Metis 앨범 《ONE LOVE》（2007년）
- 오츠카 제약 《포카리스웨트》 〈사보텐〉 편（2010년）

### TV 방송
- 코이시구레（후지 TV, 2009년, 뮤지션 역）
- SMAP×SMAP（칸사이 TV, 2011년 2월 7일）

### 라디오 방송
- 오오하시 트리오 POWER PLAY SPECIAL PROGRAM "A BIRD"（FM후쿠오카, 2009년 5월 30일）